# Проски, Роберт
Роберт Проски (англ. Robert Prosky; 13 декабря 1930, Филадельфия — 8 декабря 2008, Вашингтон) — американский актёр и комик.

## Биография
Родился 13 декабря 1930 года под именем Роберт Джозеф (Юзеф) Порзучек в семье польских эмигрантов Хелен и Юзефа Порзучеков. Его отец был бакалейщиком и мясником.
В 1960 году Роберт женился на Иде Хоув. У пары было трое сыновей — Стефан, Джон и Эндрю. Джон и Эндрю также стали актёрами. Стефан — микробиолог.
8 декабря 2008 года Проски умер в возрасте 77 лет, за 5 дней до своего 78-го дня рождения в Washington Hospital Center. Причиной стали осложнения после операции на сердце.

## Карьера
Он стал хорошо известен как актёр второго плана в 1980-х и 1990-х годах благодаря работам в фильмах «Вор» (1981), «Монсеньор» (1982), «Кристина» (1983), «Лорды дисциплины» (1983), «Самородок» (1984) и «Телевизионные новости» (1987). Другие известные фильмы Проски — «Гремлины 2: Новенькая партия» (1990), «Хоффа» (1992), «Миссис Даутфайр» (1993), «Последний киногерой» (1993), «Чудо на 34-й улице» (1994), «Мертвец идёт» (1995) и «Безумный город» (1997).
Роберт Проски был членом совета директоров театральной компании Cape May Stage в Нью-Джерси.
В 2001 году актёр был награждён премией губернатора на Cape May NJ State Film Festival.
Всего с 1971 по 2008 год Роберт снялся в 76 фильмах и телесериалах.

## Награды и номинации
| Год  | Награда                         | Категория                 | Работа              | Результат |
| ---- | ------------------------------- | ------------------------- | ------------------- | --------- |
| 1984 | Тони                            | Лучший актёр постановки   | Glengarry Glen Ross | Номинация |
| 1984 | Драма Деск                      | Лучший актёрский ансамбль | Glengarry Glen Ross | Номинация |
| 1988 | Тони                            | Лучший актёр постановки   | A Walk in the Woods | Номинация |
| 2001 | Cape May NJ State Film Festival | Премия губернатора        |                     | Победа    |